# Francesco Janich
Francesco Janich (Udine, 27 de março de 1937 – 2 de dezembro de 2019) foi um futebolista italiano que atuava como defensor.

## Carreira
Janich fez parte do elenco da Seleção Italiana na Copa do Mundo de 1962 e na de 1966, ele fez duas partidas.[carece de fontes?] Morreu aos 82 anos no dia 2 de dezembro de 2019.